# 1830 Pogson
1830 Pogson је астероид главног астероидног појаса чија средња удаљеност од Сунца износи 2,188 астрономских јединица (АЈ).
Апсолутна магнитуда астероида је 12,45.